# Thập niên 320 TCN
Thập niên 320 TCN hay thập kỷ 320 TCN chỉ đến những năm từ 320 TCN đến 329 TCN.